# William Turner (naturalista)

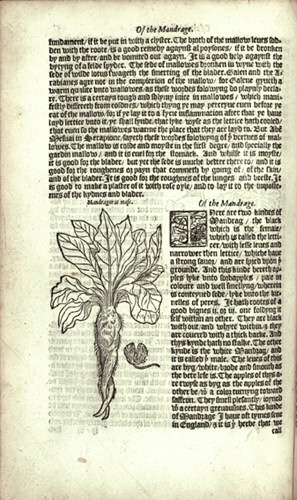
Il·lustració de la Mandràgora planta de l'Herbari de William Turner de base d'Herbes, el primer que va ser publicat en anglès abans que en llatí

William Turner MA (1509/10 – 13 de juliol de 1568) va ser un clergue anglicà i reformista, metge i naturalista. Va estudiar medicina a Itàlia, i va ser gran amic del naturalista suís, Conrad Gessner. Va ser un dels primers estudiosos dels herbaris i també ornitòleg camp en el que va destacar i on mostar un major interès avui dia.

## Biografia

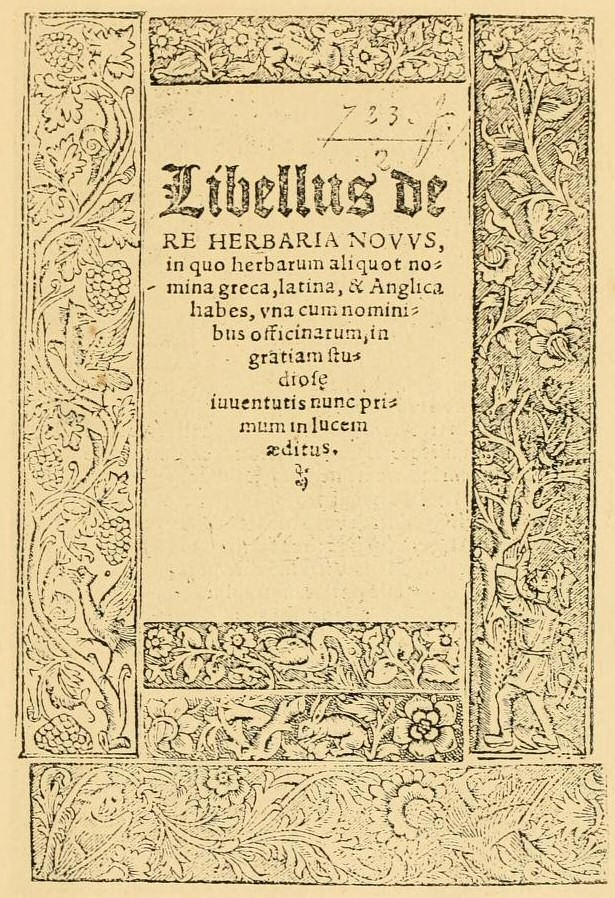
Pàgina de títol del Libellus de Re Herbaris Novus, 1538

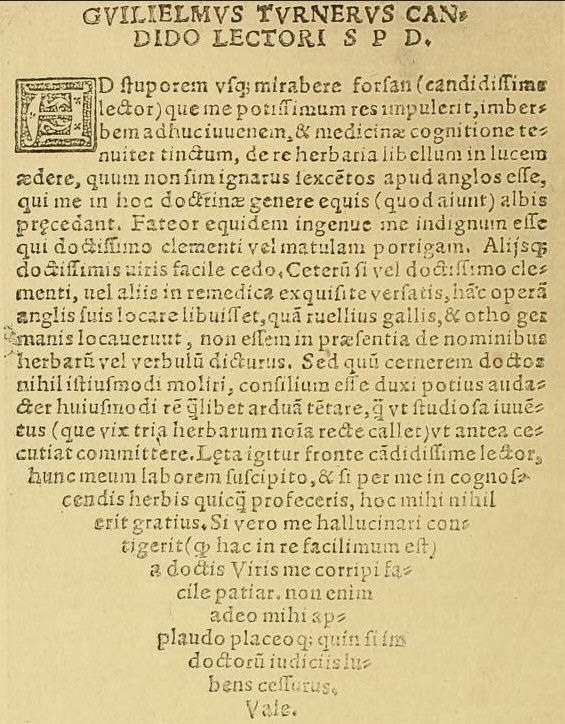
Pàgina del Libellus de Re Herbaris Novus amb el nom Giulielmus Turnerus Candido Lectori S P D

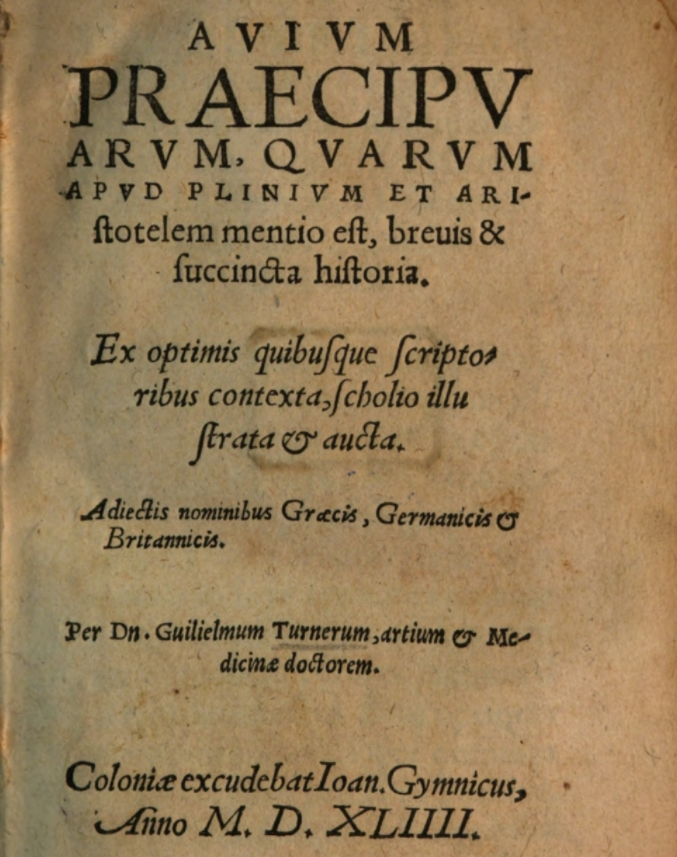
Títol de la pàgina de Avium Praecipuarum, 1544, el primer llibre imprès dedicat totalment a l'ornitologia

### Anys de joventut
Turner va néixer a Morpeth, Northumberland al voltant del 1508. El seu pare era probablement un adober del mateix nom. Va estudiar a Pembroke Hall, a la Universitat de Cambridge de 1526 a 1533, on va rebre la seva llicenciatura el 1530 i el seu M. A. el 1533. va ser un Fellow i Sènior Tresorer de Pembroke Hall, Cambridge. Mentrestant, a Cambridge va publicar diverses obres, incloent Libellus de re herbaria, el 1538. Va dedicar gran part del seu lleure a l'estudi acurat de les plantes, que va buscar en el seu hàbitat natural, i les va descriure amb una gran precisió fins llavors desconeguda a Anglaterra.
En 1540, va començar a viatjar per a la predicació, fins que va ser detingut. Després del seu alliberament, va anar a estudiar medicina a Itàlia, a Ferrara i Bolonya, des de 1540 a 1542 i es va incorporar M. D. en una d'aquestes universitats. Es va casar amb Jane Auder el 1542, l'any que va néixer el seu fill, el Dr. Peter Wells.

### Trajectòria
Després de completar la seva llicenciatura de medicina, es va convertir en metge pel Comte de Emden. De tornada a Anglaterra es va convertir Capellà i el metge del Duc de Somerset, i a través de la influència d'aquest va obtenir la dignitat eclesiàsitca. La posició com a metge de Somerset el metge també el va portar a prestar els seus serveis entre la classe alta de la socitat. Va ser prebere de Botevant a la Catedral de York el 1550, i Degà de la Catedral de Wells des de 1551 a 1553, on va establir un jardí botànic. Quan Maria I d'Anglaterra va accedir al tron, Turner es va exiliar una vegada més. Des de 1553 a 1558, va viure a Weißenburg on va exercir la medicina. Es va convertir en Calvinista en aquest moment, si no abans.
Després de la successió d'Elizabeth I d'Anglaterra e 1558, Turner va tornar a Anglaterra, i va ser una vegada més Degà de la Catedral de Wells de 1560 a 1564. Els seus intents per portar l'església anglesa en connexió amb les reformes de les esglésies d'Alemanya i Suïssa van provocar la seva suspensió per l'inconformisme, el 1564. Turner va morir a Londres el 7 de juliol de 1568 a la seva casa de Crutched Friars, a la Ciutat de Londres, i va ser enterrat a l'església de Sant Olave Hart Carrer. Un gravat de pedra en el mur sud-est d'aquesta església commemora Turner. Thomas Lever, una de les grans predicadors puritans de l'època, va pronunciar el sermó en el seu funeral.
En els seus primers anys de carrera, Turner es va interessar per la història natural i es va dedicar a confeccionar llistes fiables de plantes i animals anglesos, que va publicar com a Libellus de re herbaris en 1538. El 1544, Turner publicaria Avium praecipuarum, quarum apud Plinium et Aristotelem mentio est brevis et succincta historia, la qual no només parlava dels ocells principals i dels seus noms esmentats per Aristòtil i Plini el Vell, sinó que també va afegir descripcions precises i històries de la vida de les aus extrets de la seva extensa experiència i coneixements ornitològics. Aquesta va ser el primer llibres imprès dedicat exclusivament a les aus.
El 1545, Turner publicava The Rescuynge of the Romishe Fox, i el 1548, The Names of Herbes. El 1551, va publicar la primera de les tres parts de la seva famosa  Herbal, en la qual descansa la seva fama com a botànic.
A new herball, wherin are conteyned the names of herbes… (London: imprinted by Steven Myerdman and soolde by John Gybken, 1551) és la primera part de la gran obra de Turner; la segona es va publicar el 1562 i la tercera el 1568, ambdues per Arnold Birckman  de Colònia. Aquests volums van donar un primer informe clar i sistemàtic de les plantes angleses, il·lustrades amb unes admirables xilografies (principalment copiades de l'obra de Leonhart Fuchs, 1542 De historia Stirpium) i amb detallades observacions basades en els propis estudis de camp de Turner. Aquest darrer tractat sobre herbes va posar el seu estudi en un nivell molt mes alt que els anteriors. Al mateix temps, Turner incorporà un apartat sobre "usos i virtuts", i en el seu prefaci admetia que alguns podrien acusar-lo de divulgar al públic en general allò que hauria d'haver estat reservat per als professionals. Per primera vegada, un herbari estava disponible a Anglaterra en la llengua vernacla, en la qual es podria la societat podia identificar les principals plantes sense dificultat.
A New Book of Spiritual Physick va ser publicat el 1555. El 1562, Turner publicà la segona part del seu Herbari, dedicat a Sir Thomas Wentworth, fill del mecenes que li permeté anar a Cambridge. Aquest llibre va ser editat per Arnold Birckman de Colònia, i inclorporava en la mateixa enquadernació, el tractat de banys del propi Turner. La tercera i última part de l'Herbari de Turner va ser publicada el 1568, en un volum que també incorporava les edicions refoses de la primera i segona parts. Aquesta es va dedicar a la Reina Isabel. A New Boke on the Natures and Properties of all Wines, publicada també el 1568, hi havia objectius farmacològics i incorporava el Tractat of Triacle.
Com a membre de la inconformista facció en les Controvèrsia de les Vestidures Turner va ser famós per fer que un adúlter fes penitència pública portant una gorra cuadrada i per ensenyar el seu gos a robar els goros dels bisbes.

### Publicacions d'història natural
- 1538: Libellus de re herbaria novus. Bydell, London. Index 1878; facsimiles 1877, 1966.
- 1544: Avium praecipuarum, quarum apud Plinium et Aristotelem mentio est, brevis et succincta historia. Gymnicus, Cologne. ed Cambridge 1823; ed with transl. Cambridge 1903.
- 1548: The names of herbes. Day & Seres, London. ed 1881; facsimile 1966.
- 1551: A new herball. pt 1 Mierdman, London; pt 2 Barckman, Cologne. 1568, Cologne: part 2 in parts.